# The Maw
The Maw es un videojuego de acción/aventura de 2009 desarrollado por Twisted Pixel Games. Publicado en Xbox Live Arcade y Windows, el juego se centra en un extraterrestre llamado Frank y un ser amorfo y púrpura, llamado Maw, que han escapado de una nave espacial que se ha estrellado en un planeta alienígena. El jugador juega como Frank y dirige a The Maw, quien puede transformarse con los distintos objetos del entorno